# Paek Sang-ho
El coronel Paek Sang-ho es un militar y político norcoreano. Ha sido miembro suplente del Comité Central del Partido de los Trabajadores de Corea desde 1993. Sirvió en la 10.ª Asamblea Popular Suprema, de 1998 a 2003. Paek obtuvo el rango de Coronel general en 2002, en una ceremonia celebrada en el cumpleaños de Kim Jong-il. Anteriormente, había sido un teniente general desde 1992.